# Fernand Schuman

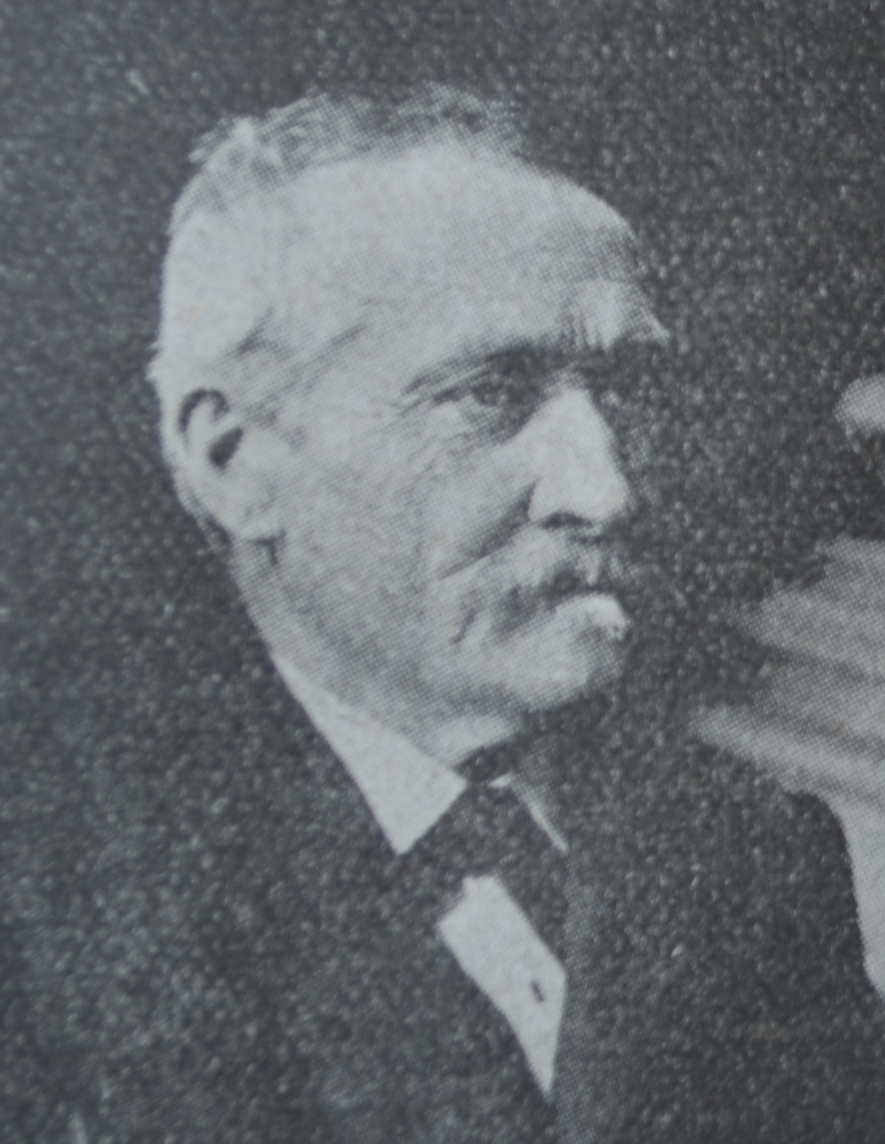
Fernand Schuman, 1911

Fernand Schuman (* 19. Juni 1845 in Ewringen, Lothringen; † 27. Dezember 1925 ebenda) war Gutsbesitzer und Mitglied der zweiten Kammer des Landtags des Reichslandes Elsaß-Lothringen für den Lothringer Block.
Sein Neffe, Robert Schuman (1886–1963), Sohn seines Bruders Jean-Pierre Schuman (1837–1900), wurde französischer Ministerpräsident und gilt als einer der Gründerväter der europäischen Gemeinschaft.
Fernand Schuman, der katholischer Konfession war, besuchte das Collège von Sierck und die Ackerbauschule. Er lebte als Gutsbesitzer in Ewringen. Politisch war er als Mitglied des Bezirkstages und des Landesausschusses aktiv.
Bei der ersten (und einzigen) Wahl zum Landtag trat er im Wahlkreis Kattenhofen-Sierck-Metzerwiese als Kandidat des Lothringer Blocks an. Im Ersten Wahlgang wurden im Wahlkreis von den 7.143 Stimmberechtigten 5.671 Stimmen abgegeben. Auf Schuman entfielen 3.326, auf den unabhängigen Kandidaten Leitienne 1.902 und den Sozialdemokraten Biermann 355 Stimmen. Fernand Schuman gehörte dem Landtag bis 1918 an.